# Conactiodoria aurea
Conactiodoria aurea là một loài ruồi trong họ Tachinidae.